# Три карбованца
Три карбованца  (купоны, купонокарбованцы) (укр. Три карбованцi) — номинал денежных купюр Украины, ходивший на территории страны в 1992—1994 годах.

## Описание
Банкноты номиналом 3 карбованца были изготовлены на Специальной банковской типографии во Франции в 1991 году.
Банкноты печатались на белой бумаге. Размер банкнот составлял: длина 105 мм, ширина — 53 мм. Водяной знак — «паркет».
На аверсной стороне банкноты в центральной части слева размещено скульптурное изображение Лыбеди с  Памятного знака в честь основания Киева. С правой стороны на банкноте содержатся надписи Украина, Купон, 3 карбованца, Национальный банк Украины и год выпуска — 1991.
На реверсной стороне банкноты размещено гравюрное изображение Софийского собора в Киеве и в каждом из углов обозначен номинал купюры. Преобладающий цвет обеих сторон — серо-зелёный.
Банкнота введена в обращение 10 января 1992, изъята — 1 октября 1994 года.